# Jan von Bonsdorff
Jan Magnus Gabriel von Bonsdorff, född 23 januari 1959 i Helsingfors, är en finlandssvensk konstvetare och sedan 2004 professor i konstvetenskap vid Uppsala universitet. Han är son till Magnus von Bonsdorff.
Hans forskning berör främst medeltidens konst, både i Skandinavien och i Europa. Han är ledamot av Kungliga Vitterhets Historie och Antikvitets Akademien, Kungliga Humanistiska Vetenskapssamfundet i Uppsala, Kungliga Vetenskaps-Societeten i Uppsala samt Det Norske Videnskaps-Akademi.

### Webbsidor
- Uppsala universitet.